# Саара Куугонгельва
Саара Куугонгельва-Амадхіла (нім. Saara Kuugongelwa; нар. 12 жовтня 1967, Овамболенд, Південно-Західна Африка) — намібійський політичний і державний діяч. Прем'єр-міністр Намібії (21 березня 2015-21 березня 2025.

## Біографія
Саара Куугонгельва народилася в 1967 році у Південно-Західній Африці (нинішня Намібія). З 1980 року жила і навчалася в Сьєра-Леоне, де вступила в партію СВАПО. В 1987 році переїхала до Філадельфії (США), де отримала фінансово-економічну освіту в університеті.
В 1994 році Саара повернулася на батьківщину в незалежну Намібію; перший президент країни Сем Нуйома запросив її в уряд, який очолював Хаге Гейнгоб. З 1995 року протягом 10 років очолювала міністерство планування Намібії. З весни 2005 року протягом 10 років очолювала міністерство фінансів країни.
Наприкінці 2014 року Гейнгоб (голова уряду Намібії) обраний новим президентом Намібії. Він запропонував Саарі очолити новий уряд. Після деяких роздумів вона дала згоду і в березні 2015 року її кандидатура затверджена парламентом. 21 березня уряд Намібії приведено до присяги.

## Факти
- Саару Куугонгельва стала наймолодшим прем'єр-міністром країни за весь час її незалежності.
- Саару Куугонгельва — перша і поки єдина жінка прем'єр-міністр Намібії.